# Bajirao Mastani
Pour plus de détails, voir Fiche technique et Distribution.
Bajirao Mastani (बाजीराव मस्तानी) est un film historique épique, produit et réalisé par Sanjay Leela Bhansali, sorti en 2015. Il est adapté du roman Raau de Nagnath S. Inamdar, paru en 1972.
L'histoire du film relate librement la vie du peshwa Bajirao Ier qui, tout en luttant contre l'empire moghol, est déchiré entre l'amour passionné qu'il porte à sa maîtresse musulmane, Mastani, et l'affection respectueuse qui le lie à son épouse, Kashi.
Il obtient de nombreuses récompenses, notamment neuf Filmfare Awards en 2016, dont ceux du meilleur film et du meilleur réalisateur.

## Synopsis
Au début du XVIIIe siècle, le Chhatrapati Shahu (Mahesh Manjrekar) requiert les services d'un nouveau peshwa, réel détenteur du pouvoir politique et militaire dans l'Empire marathe. Bien que Panth Pratinidhi (Aditya Pancholi) se désigne pour assurer cette fonction, le ministre Ambaji Panth (Milind Soman) choisit de nommer le jeune Bajirao (Ranveer Singh). Afin de tester sa sagesse spirituelle et sa maîtrise des armes, Silpa défie Bajirao de sectionner une plume de paon avec une flèche. Bajirao réussit et se voit attribuer le titre de Shrimant Peshwa. Dix ans plus tard, la femme de Bajirao, Kashi Bai (Priyanka Chopra), rend visite à son amie Bhanu, veuve depuis l'exécution de son mari accusé d'espionnage. Bhanu prédit amèrement un triste sort aux époux, jusqu'alors unis et admirés de tous.
Alors que Bajirao se rend dans la province de Sironja, un émissaire du Bundelkhand s'introduit dans sa tente afin de demander son aide dans sa lutte contre les Moghols. L'intrus n'est autre que Mastani (Deepika Padukone), fille illégitime du raja rajput Chhatrasal et de sa concubine musulmane Ruhaani Bai. Impressionné par les talents martiaux de Mastani, Bajirao lui prête le secours de son armée ce qui leur permet de défaire leur ennemi commun. Fou de joie, Chhatrasal insiste pour que Bajirao fête Holi avec eux. Mastani et Bajirao tombent amoureux et ce dernier lui offre sa dague, ce qui est synonyme de mariage chez les Rajputs. Bajirao repart pour sa capitale, Pune, où Kashi l'accueille en lui faisant visiter leur nouveau palais, notamment l'Aaina Mahal (salle des miroirs) qui lui permet de voir le peshwa de sa chambre.
Cependant, déterminée à prolonger son histoire d'amour, Mastani arrive à Pune où elle est traitée durement par Radha Bai (Tanvi Azmi), la mère de Baijirao, qui la loge au palais des courtisanes. Mastani accepte cette insulte et danse devant Bajirao à l'occasion de Parava. Radha Bai lui offre alors avec mépris le poste de danseuse royale, dans le seul but de l'éloigner de son fils. Mais à la cour, Mastani s'avance vers le roi, se présente, refuse de danser et exprime le désir de s'entretenir avec Bajirao avant de s'en aller. Bajirao la rejoint dans un palais en ruine. Il la réprimande pour son obstination, lui rappelant qu'il est déjà marié et que son entourage ne l'acceptera ni la respectera comme sa compagne. Elle accepte, malgré son avertissement, et il lui déclare qu'il la prend comme seconde épouse.
Kashi annonce à Bajirao que le mauvais œil l'a frappé et qu'elle est au courant de sa liaison avec Mastani. Pensant changer la donne, elle lui annonce sa grossesse, alors que celui-ci vient d'apprendre que Mastani attend leur premier enfant. Kashi surprend Bajirao et Mastani dans la salle des miroirs et, anéantie, elle se réfugie chez sa mère. Quelque temps plus tard, elle donne naissance à Raghnunath en l'honneur duquel est donnée une grande fête. Pendant ce temps, Mastani accouche dans les plus grandes souffrances car aucune sage-femme ne veut l'assister. Bajirao déserte la fête et vient en aide à Mastani qui donne naissance à un fils, Krishna. Par la suite, Bajirao souhaite faire consacrer ses deux fils, mais les prêtres ne veulent pas bénir Krishna car il est issu d'une union illégitime. Fou de rage, Bajirao dit que son fils prendra alors la religion de sa mère ; il sera musulman. Krishna s'appelle désormais Shamsher Bahadur.
Quelques années plus tard, le fils aîné de Kashi, Nana Saheb (Ayush Tandon), revient de Satara et ne cache pas sa haine envers Mastani qu'il accuse d'avoir brisé le mariage de ses parents. Profitant du départ de Bajirao pour la guerre, Radhabai et Nana Saheb capturent brutalement Mastani. Quand il l'apprend, le peshwa devient fou de rage et part seul au combat. Il vainc l'ennemi, mais grièvement blessé, la fièvre le gagne et ne le quitte plus. Bajirao est en proie à des hallucinations et quand Kashi vient le voir, il l'appelle Mastani. Kashi implore Radhabai de libérer Mastani afin d'aider Bajirao à se rétablir, mais Nana Saheb refuse de céder. Bajirao meurt tandis que Mastani décède en captivité. Les deux amants maudits sont finalement unis dans la mort.

## Fiche technique
Sauf indication contraire, les informations mentionnées dans cette section peuvent être confirmées par la base de données cinématographiques IMDb,  présente dans la section « Liens externes ».
- Titre : Bajirao Mastani
- Titre original : बाजीराव मस्तानी (Baajeeraaw Mastaanee)
- Réalisation : Sanjay Leela Bhansali
- Scénario : Prakash R. Kapadia, d'après son propre roman
- Décors : Sriram Iyengar, Sujeet Sawant, Saloni Dhatrak
- Costumes : Maxima Basu, Anju Modi
- Son : Bishwadeep Chatterjee
- Photographie : Sudeep Chatterjee
- Montage : Rajesh Pandey
- Musique : Sanjay Leela Bhansali
- Paroles : A.M. Turaz, Siddharth-Garima, Prashant Ingole, Ganesh Chandanshive
- Production : Sanjay Leela Bhansali, Kishore Lulla
- Sociétés de production : Eros International, SLB Films
- Sociétés de distribution : Eros Australia Pty. Ltd., NOS Audiovisuais, Eros International, Rapid Eye Movies
- Société d'effets spéciaux : NY VFXWaala
- Budget de production : 1 250 000 000 ₹[1]
- Pays de production :  Inde
- Langue originale : Hindi
- Format : couleurs - 2,35:1 - DTS / Dolby Digital / SDDS - 35 mm
- Genre : drame, historique, romance
- Durée : 158 minutes (2 h 38)
- Dates de sortie en salles :  
  - Inde : 18 décembre 2015
  - France : 25 juillet 2018

## Distribution
- Ranveer Singh : Bajirao Ier
- Deepika Padukone : Mastani
- Priyanka Chopra (VF: Laëtitia Godès; VQ: Catherine Bonneau) : Kashibai (en)
- Tanvi Azmi : Radhabai, mère de Bajirao
- Milind Soman : Ambaji Panth
- Aditya Pancholi : Panth Pratinidhi
- Vaibbhav Tatwawdi : Chimaji Appa (en)
- Ayush Tandon : Balaji Baji Rao
- Mahesh Manjrekar : Chhattrapati Shahu
- Aditya Pancholi : Shripad Rao/Pant Pratinidhi
- Raza Murad : Chin Qilich Khan, le nizam du Deccan
- Irrfan Khan : le narrateur (voix)
- Sukhada Khandkekar : Anubai
- Benjamin Gilani : le roi Chhatrasal
- Anuja Gokhale : Bhiubai
- Yatin Karyekar : Krishnaji Bhatt

## Distinctions
(juin 2023).
| Dates              | Cérémonie ou festival                     | Catégorie                                       | Nom                                                 | Résultat   |
| ------------------ | ----------------------------------------- | ----------------------------------------------- | --------------------------------------------------- | ---------- |
| 22 décembre 2015   | Producers Guild Film Awards               | Meilleur réalisateur                            | Sanjay Leela Bhansali                               | Lauréat    |
| 22 décembre 2015   | Producers Guild Film Awards               | Meilleur acteur                                 | Ranveer Singh                                       | Lauréat    |
| 22 décembre 2015   | Producers Guild Film Awards               | Meilleure actrice                               | Tanvi Azmi                                          | Lauréat    |
| 22 décembre 2015   | Producers Guild Film Awards               | Meilleur dialogue                               | Prakash R. Kapadia                                  | Lauréat    |
| 22 décembre 2015   | Producers Guild Film Awards               | Meilleure photographie                          | Sudeep Chatterjee                                   | Lauréat    |
| 22 décembre 2015   | Producers Guild Film Awards               | Meilleure direction artistique                  | Saloni Dhatrak, Sriram Iyengar, Sujeet Sawant       | Lauréat    |
| 22 décembre 2015   | Producers Guild Film Awards               | Meilleur son                                    | Nihar Ranjan Samal                                  | Lauréat    |
| 22 décembre 2015   | Producers Guild Film Awards               | Meilleurs costumes                              | Anju Modi, Maxima Basu                              | Lauréat    |
| 22 décembre 2015   | Producers Guild Film Awards               | Meilleure chorégraphie                          | Remo D'Souza (pour Pinga)                           | Lauréat    |
| 22 décembre 2015   | Producers Guild Film Awards               | Meilleur film                                   | Bajirao Mastani                                     | Nomination |
| 22 décembre 2015   | Producers Guild Film Awards               | Meilleure actrice                               | Deepika Padukone                                    | Nomination |
| 22 décembre 2015   | Producers Guild Film Awards               | Meilleure actrice                               | Priyanka Chopra                                     | Nomination |
| 22 décembre 2015   | Producers Guild Film Awards               | Meilleure performance dans un rôle de méchant   | Tanvi Azmi                                          | Nomination |
| 8 janvier 2016     | Screen Awards                             | Meilleur acteur                                 | Ranveer Singh                                       | Lauréat    |
| 8 janvier 2016     | Screen Awards                             | Meilleure actrice dans un second rôle           | Priyanka Chopra                                     | Lauréat    |
| 8 janvier 2016     | Screen Awards                             | Meilleure actrice - critiques                   | Deepika Padukone                                    | Lauréat    |
| 8 janvier 2016     | Screen Awards                             | Meilleure photographie                          | Sudeep Chatterjee                                   | Lauréat    |
| 8 janvier 2016     | Screen Awards                             | Meilleure direction artistique                  | Saloni Dhatrak, Sriram Iyengar, Sujeet Sawant       | Lauréat    |
| 8 janvier 2016     | Screen Awards                             | Meilleurs costumes                              | Anju Modi, Maxima Basu                              | Lauréat    |
| 8 janvier 2016     | Screen Awards                             | Meilleurs effets spéciaux                       | Prasad Sutar                                        | Lauréat    |
| 8 janvier 2016     | Screen Awards                             | Meilleur film                                   | Bajirao Mastani                                     | Nomination |
| 8 janvier 2016     | Screen Awards                             | Meilleur réalisateur                            | Sanjay Leela Bhansali                               | Nomination |
| 8 janvier 2016     | Screen Awards                             | Meilleure direction musicale                    | Sanjay Leela Bhansali                               | Nomination |
| 8 janvier 2016     | Screen Awards                             | Meilleur acteur - critiques                     | Ranveer Singh                                       | Nomination |
| 8 janvier 2016     | Screen Awards                             | Meilleure actrice - critiques                   | Priyanka Chopra                                     | Nomination |
| 8 janvier 2016     | Screen Awards                             | Meilleure performance dans un rôle de méchant   | Tanvi Azmi                                          | Nomination |
| 16 janvier 2016    | Filmfare Awards,                          | Meilleur film                                   | Bajirao Mastani                                     | Lauréat    |
| 16 janvier 2016    | Filmfare Awards,                          | Meilleur réalisateur                            | Sanjay Leela Bhansali                               | Lauréat    |
| 16 janvier 2016    | Filmfare Awards,                          | Meilleur acteur                                 | Ranveer Singh                                       | Lauréat    |
| 16 janvier 2016    | Filmfare Awards,                          | Meilleure actrice dans un second rôle           | Priyanka Chopra                                     | Lauréat    |
| 16 janvier 2016    | Filmfare Awards,                          | Meilleure chanteuse de play-back                | Shreya Ghoshal (pour Deewani Mastani)               | Lauréat    |
| 16 janvier 2016    | Filmfare Awards,                          | Meilleure direction artistique                  | Saloni Dhatrak, Sriram Iyengar, Sujeet Sawant       | Lauréat    |
| 16 janvier 2016    | Filmfare Awards,                          | Meilleurs costumes                              | Anju Modi, Maxima Basu                              | Lauréat    |
| 16 janvier 2016    | Filmfare Awards,                          | Meilleure action                                | Sham Kaushal                                        | Lauréat    |
| 16 janvier 2016    | Filmfare Awards,                          | Meilleure chorégraphie                          | Pandit Birju Maharaj (pour Mohe Rang Do Laal)       | Lauréat    |
| 16 janvier 2016    | Filmfare Awards,                          | Meilleure actrice                               | Deepika Padukone                                    | Nomination |
| 16 janvier 2016    | Filmfare Awards,                          | Meilleure actrice dans un second rôle           | Tanvi Azmi                                          | Nomination |
| 16 janvier 2016    | Filmfare Awards,                          | Meilleure direction musicale                    | Sanjay Leela Bhansali                               | Nomination |
| 16 janvier 2016    | Filmfare Awards,                          | Meilleure chorégraphie                          | Remo D'Souza (pour Pinga)                           | Nomination |
| 16 janvier 2016    | Filmfare Awards,                          | Meilleure chorégraphie                          | Ganesh Acharya (pour Malhari)                       | Nomination |
| 20 février 2016    | Zee Cine Awards                           | Meilleure actrice                               | Deepika Padukone                                    | Lauréat    |
| 20 février 2016    | Zee Cine Awards                           | Meilleur film - critiques                       | Bajirao Mastani                                     | Lauréat    |
| 20 février 2016    | Zee Cine Awards                           | Meilleur réalisateur - critiques                | Sanjay Leela Bhansali                               | Lauréat    |
| 20 février 2016    | Zee Cine Awards                           | Meilleur acteur - critiques                     | Ranveer Singh                                       | Lauréat    |
| 20 février 2016    | Zee Cine Awards                           | Meilleure chanteuse de play-back                | Shreya Ghoshal (pour Mohe Rang Do Laal)             | Lauréat    |
| 20 février 2016    | Zee Cine Awards                           | Meilleure chorégraphie                          | Ganesh Acharya (pour Malhari)                       | Lauréat    |
| 20 février 2016    | Zee Cine Awards                           | Meilleure photographie                          | Sudeep Chatterjee                                   | Lauréat    |
| 20 février 2016    | Zee Cine Awards                           | Meilleure musique d'accompagnement              | Sanchit Balhara                                     | Lauréat    |
| 20 février 2016    | Zee Cine Awards                           | Meilleurs effets spéciaux                       | Prasad Sutar                                        | Lauréat    |
| 20 février 2016    | Zee Cine Awards                           | Meilleure direction artistique                  | Saloni Dhatrak, Sriram Iyengar, Sujeet Sawant       | Lauréat    |
| 20 février 2016    | Zee Cine Awards                           | Meilleur son                                    | Nihar Ranjan Samal                                  | Lauréat    |
| 20 février 2016    | Zee Cine Awards                           | Meilleure action                                | Sham Kaushal                                        | Lauréat    |
| 20 février 2016    | Zee Cine Awards                           | Meilleur film                                   | Bajirao Mastani                                     | Nomination |
| 20 février 2016    | Zee Cine Awards                           | Meilleur réalisateur                            | Sanjay Leela Bhansali                               | Nomination |
| 20 février 2016    | Zee Cine Awards                           | Meilleur acteur                                 | Ranveer Singh                                       | Nomination |
| 20 février 2016    | Zee Cine Awards                           | Meilleure actrice                               | Priyanka Chopra                                     | Nomination |
| 17 mars 2016       | Asian Film Awards                         | Meilleurs effets spéciaux                       | Prasad Sutar                                        | Lauréat    |
| 17 mars 2016       | Asian Film Awards                         | Meilleur film                                   | Bajirao Mastani                                     | Nomination |
| 17 mars 2016       | Asian Film Awards                         | Meilleure direction musicale                    | Sanjay Leela Bhansali                               | Nomination |
| 17 mars 2016       | Asian Film Awards                         | Meilleur montage                                | Rajesh G. Pandey                                    | Nomination |
| 17 mars 2016       | Asian Film Awards                         | Meilleurs costumes                              | Anju Modi, Maxima Basu                              | Nomination |
| 18 mars 2016       | Times of India Film Awards,               | Meilleur réalisateur                            | Sanjay Leela Bhansali                               | Lauréat    |
| 18 mars 2016       | Times of India Film Awards,               | Meilleur acteur dans un second rôle             | Ranveer Singh                                       | Lauréat    |
| 18 mars 2016       | Times of India Film Awards,               | Jodi N°1 (Prix du meilleur couple)              | Ranveer Singh, Deepika Padukone                     | Lauréat    |
| 18 mars 2016       | Times of India Film Awards,               | Meilleure composition musicale                  | Sanjay Leela Bhansali (pour Deewani Mastani)        | Lauréat    |
| 18 mars 2016       | Times of India Film Awards,               | Meilleure chanteuse de play-back                | Shreya Ghoshal (pour Mohe Rang Do Laal)             | Lauréat    |
| 18 mars 2016       | Times of India Film Awards,               | Meilleurs costumes                              | Maxima Basu, Anju Modi                              | Lauréat    |
| 18 mars 2016       | Times of India Film Awards,               | Meilleure photographie                          | Sudeep Chatterjee                                   | Lauréat    |
| 18 mars 2016       | Times of India Film Awards,               | Meilleure direction artistique                  | Saloni Dhatrak, Sriram Iyengar, Sujeet Sawant       | Lauréat    |
| 18 mars 2016       | Times of India Film Awards,               | Meilleure actrice dans un second rôle           | Priyanka Chopra                                     | Nomination |
| 18 mars 2016       | Times of India Film Awards,               | Meilleur film                                   | Bajirao Mastani                                     | Nomination |
| 18 mars 2016       | Times of India Film Awards,               | Meilleure actrice                               | Deepika Padukone                                    | Nomination |
| 18 mars 2016       | Times of India Film Awards,               | Meilleure actrice dans un second rôle           | Tanvi Azmi                                          | Nomination |
| 18 mars 2016       | Times of India Film Awards,               | Meilleure composition musicale                  | Sanjay Leela Bhansali (pour Aayat)                  | Nomination |
| 18 mars 2016       | Times of India Film Awards,               | Meilleur album                                  | Bajirao Mastani                                     | Nomination |
| 18 mars 2016       | Times of India Film Awards,               | Chanson de l'année                              | Deewani Mastani                                     | Nomination |
| 18 mars 2016       | Times of India Film Awards,               | Meilleur chanteur de play-back                  | Arijit Singh (pour Aayat)                           | Nomination |
| 18 mars 2016       | Times of India Film Awards,               | Meilleure chanteuse de play-back                | Shreya Ghoshal (pour Pinga)                         | Nomination |
| 18 mars 2016       | Times of India Film Awards,               | Meilleure chanteuse de play-back                | Shreya Ghoshal (pour Deewani Mastani)               | Nomination |
| 6 avril 2016       | Global Indian Music Academy Awards        | Meilleure direction artistique                  | Sanjay Leela Bhansali                               | Lauréat    |
| 6 avril 2016       | Global Indian Music Academy Awards        | Meilleure chanteuse de play-back                | Shreya Ghoshal (pour Deewani Mastani)               | Lauréat    |
| 6 avril 2016       | Global Indian Music Academy Awards        | Meilleure musique d'accomapgnement              | Sanchit Balhara                                     | Lauréat    |
| 6 avril 2016       | Global Indian Music Academy Awards        | Meilleur ingénieur pour une bande originale     | Tanay Gajjar                                        | Lauréat    |
| 6 avril 2016       | Global Indian Music Academy Awards        | Meilleur arrangeur et programmateur musical     | Shail–Pritesh, Nitin Shankar (pour Deewani Mastani) | Lauréat    |
| 6 avril 2016       | Global Indian Music Academy Awards        | Meilleure bande originale pour un film          | Bajirao Mastani                                     | Nomination |
| 6 avril 2016       | Global Indian Music Academy Awards        | Meilleure chanson pour un film                  | Pinga                                               | Nomination |
| 6 avril 2016       | Global Indian Music Academy Awards        | Meilleur chanteur de play-back                  | Arijit Singh (pour Aayat)                           | Nomination |
| 6 avril 2016       | Global Indian Music Academy Awards        | Meilleure chanteuse de play-back                | Shreya Ghoshal (pour Mohe Rang Do Laal)             | Nomination |
| 6 avril 2016       | Global Indian Music Academy Awards        | Meilleur duo                                    | Shreya Ghoshal, Vaishali Mhade (pour Pinga)         | Nomination |
| 24 avril 2016      | Dadasaheb Phalke Academy Awards           | Meilleure actrice                               | Priyanka Chopra                                     | Lauréat    |
| 3 mai 2016         | National Film Awards                      | Meilleur réalisateur                            | Sanjay Leela Bhansali                               | Lauréat    |
| 3 mai 2016         | National Film Awards                      | Meilleure actrice dans un second rôle           | Tanvi Azmi                                          | Lauréat    |
| 3 mai 2016         | National Film Awards                      | Meilleure photographie                          | Sudeep Chatterjee                                   | Lauréat    |
| 3 mai 2016         | National Film Awards                      | Meilleure audiographie pour le son              | Biswadeep Chatterjee                                | Lauréat    |
| 3 mai 2016         | National Film Awards                      | Meilleure audiographie pour un réenregistrement | Justin Jose                                         | Lauréat    |
| 3 mai 2016         | National Film Awards                      | Meilleure direction artistique                  | Shriram Iyengar, Saloni Dhatrak, Sujeet Sawant      | Lauréat    |
| 3 mai 2016         | National Film Awards                      | Meilleurs chorégraphie                          | Remo D'Souza (pour Deewani Mastani)                 | Lauréat    |
| 26 juin 2016       | IIFA Awards                               | Meilleur réalisateur                            | Sanjay Leela Bhansali                               | Lauréat    |
| 26 juin 2016       | IIFA Awards                               | Meilleur acteur                                 | Ranveer Singh                                       | Lauréat    |
| 26 juin 2016       | IIFA Awards                               | Meilleure actrice dans un second rôle           | Priyanka Chopra                                     | Lauréat    |
| 26 juin 2016       | IIFA Awards                               | Meilleure chorégraphie                          | Remo D'Souza (pour Pinga)                           | Lauréat    |
| 26 juin 2016       | IIFA Awards                               | Meilleure photographie                          | Sudeep Chatterjee                                   | Lauréat    |
| 26 juin 2016       | IIFA Awards                               | Meilleure direction artistique                  | Saloni Dhatrak, Sriram Iyengar, Sujeet Sawant       | Lauréat    |
| 26 juin 2016       | IIFA Awards                               | Meilleur son                                    | Bishwadeep Chaterjee, Nihar Ranjan Samal            | Lauréat    |
| 26 juin 2016       | IIFA Awards                               | Meilleur réenregistrement sonore                | Tanay Gajjar                                        | Lauréat    |
| 26 juin 2016       | IIFA Awards                               | Meilleurs costumes                              | Maxima Basu, Anju Modi                              | Lauréat    |
| 26 juin 2016       | IIFA Awards                               | Meilleure musique d'accompagnement              | Sanchit Balhara                                     | Lauréat    |
| 26 juin 2016       | IIFA Awards                               | Meilleurs effets spéciaux                       | Prasad Sutar                                        | Lauréat    |
| 26 juin 2016       | IIFA Awards                               | Meilleure action                                | Sham Kaushal                                        | Lauréat    |
| 26 juin 2016       | IIFA Awards                               | Meilleur film                                   | Bajirao Mastani                                     | Nomination |
| 26 juin 2016       | IIFA Awards                               | Meilleure actrice                               | Deepika Padukone                                    | Nomination |
| 26 juin 2016       | IIFA Awards                               | Meilleure actrice dans un second rôle           | Tanvi Azmi                                          | Nomination |
| 26 juin 2016       | IIFA Awards                               | Meilleure direction musicale                    | Sanjay Leela Bhansali                               | Nomination |
| 26 juin 2016       | IIFA Awards                               | Meilleure chanteuse de play-back                | Shreya Ghoshal (pour Deewani Mastani)               | Nomination |
| 11 au 21 août 2016 | Festival du film indien de Melbourne (en) | Meilleur film                                   | Bajirao Mastani                                     | Nomination |
| 11 au 21 août 2016 | Festival du film indien de Melbourne (en) | Meilleur réalisateur                            | Sanjay Leela Bhansali                               | Nomination |
| 11 au 21 août 2016 | Festival du film indien de Melbourne (en) | Meilleur acteur                                 | Ranveer Singh                                       | Nomination |
| 11 au 21 août 2016 | Festival du film indien de Melbourne (en) | Meilleure actrice                               | Deepika Padukone                                    | Nomination |